# Like a Surgeon
„Like a Surgeon” este un cântec al interpretei americane Ciara. Piesa a fost compusă de Tricky Stewart și The-Dream, fiind inclusă pe cel de-al treilea material discografic de studio al artistei, Fantasy Ride. Înregistrarea a fost lansată ca cel de-al trilea single al albumului în luna iunie a anului 2009. „Like a Surgeon” a fost promovat doar în Statele Unite ale Americii, în timp ce la nivel mondial a fost lansată piesa „Work”.
Cântecul a primit o serie de recenzii negative fiind considerat cea mai slabă piesă a discului Fantasy Ride. Cu toate acestea, „Like a Surgeon” a intrat în clasamente înaintea lansării sale oficiale, urcând până pe locul 59 în Billboard Hot R&B/Hip-Hop Songs.

## Lista cântecelor
Disc single distribuit prin iTunes
- „Like a Surgeon” - 4:27

## Clasamente
| Clasament                         | Poziția maximă | Referință |
| --------------------------------- | -------------- | --------- |
| Billboard Hot R&B/Hip-Hop Songs   | 59             | [ 9 ]     |
| Billboard Hot R&B/Hip-Hop Airplay | 59             | [ 10 ]    |
| Billboard Mainstream R&B/Hip-Hop  | 36             | [ 11 ]    |